# Les Misérables (TV-serie)
Les Misérables är en brittisk TV-serie baserad på den franska historiska romanen med samma namn från 1862 av Victor Hugo. Serien har sex avsnitt och i huvudrollerna syns Dominic West, David Oyelowo och Lily Collins.
Serien producerades av BBC och den sändes i Storbritannien mellan 30 december 2018 och 3 februari 2019. Den sändes även i USA på PBS och Nya Zeeland på TVNZ under 2019, och i Kanada under 2021 på CBC.
Inspelningen av serien gjordes under 2018 i Belgien och norra Frankrike. 
Serien fick generellt goda recensioner. På recensionssidan Rotten Tomatoes har serien ett genomsnittligt betyg på 7,5/10.

## Rollista
- Dominic West som Jean Valjean
- David Oyelowo som Javert
- Lily Collins som Fantine
- Adeel Akjtar som Monsieur Thénardier
- Olivia Colman som Madame Thénardier
- Derek Jacobi som Biskop Myriel
- Josh O´Connor som Marius
- Ellie Bamber som Cosette
- Erin Kellyman som Éponine
- Joseph Quinn som Enjolras